# ياروم غنبد
ياروم غنبد (بالفارسية: یارم گنبد) هي مستوطنة تقع في منطقة سانجار الريفية (Sangar Rural District) في إيران. يقدر عدد سكانها بـ 87 نسمة .